# Hruj hadovitá
Hruj hadovitá (Ophidion barbatum) nebo také hruje vousatá je mořská ryba, vyskytující se v Atlantském oceánu při pobřeží Evropy a severní Afriky od Lamanšského průlivu po Senegal, její rozšíření zasahuje až do severní části Středozemního moře. Je demersálním druhem, který žije u dna do hloubky 150 m a v případě ohrožení se zahrabává do písku. Živí se převážně korýši a drobnými rybkami, aktivní je v noci, plave vlnivými pohyby jako úhoř. Samice klade vejce, obalená rosolovitou hmotou. Hruj má protáhlé tělo dlouhé asi 25–30 cm, z čehož asi pětinu tvoří hlava; ústa jsou opatřena hmatovými vousky, horní čelist je delší než dolní. Ryba má světle hnědé zbarvení s narůžovělými odstíny, hřbetní, řitní a ocasní ploutve jsou spojeny v jednolitý nízký lem s černým okrajem. Její vzhled jí dal vědecký název, pocházející z řeckého výrazu pro malého hada (ὄφις). Hospodářsky je bezvýznamná.